# Henschel/BBC Typ Viktoria
Die elektrischen Tagebaulokomotiven Henschel/BBC Typ Viktoria wurden bei Henschel und BBC 1935 und 1936 in sieben Exemplaren gefertigt. Sie wurden von Henschel als Typ Viktoria bezeichnet.
Die Lokomotiven gehen auf die vor ihnen gefertigten LHW/BBC Bo Bo 60 t zurück und sind etwas schwächer als diese. Der Verbleib der Lokomotiven nach dem Zweiten Weltkrieg ist nicht bekannt.

## Geschichte

### Niederlausitzer Kohlenwerke
An die Niederlausitzer Kohlenwerke wurden 1935 die ersten beiden Lokomotiven ausgeliefert, die auf der nördlich der Bahnstrecke Großenhain–Cottbus zwischen Schwarzheide und Brieske liegenden Grube Viktoria III eingesetzt wurden. Die Lokomotiven (Fabriknummern BBC 5120 und 5121) übernahmen die Züge zur Brikettfabrik Viktoria III und Richtung Schipkau. 1936 wurden zwei weitere Lokomotiven (Fabriknummern BBC 5141 und 5142) nachbestellt.
Über die Historie der Fahrzeuge sind keine weiteren Daten vorhanden.

### Elektrowerke AG

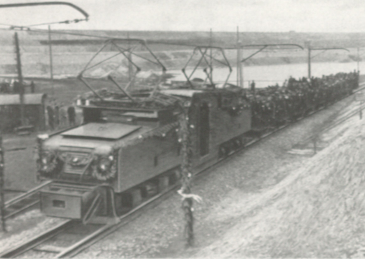
BBC-Lokomotive zur Eröffnung von dem Tagebau Neukirchen-Wyhra

Eine weitere Lokomotive wurde für den Einsatz in der Grube Brigitta (Fabriknummer BBC 5122) über die Elektrowerke A. G. sowie zwei Lokomotiven für die Grube Golpa (Werknummer BBC 5123 und 5124) bestellt. 1937 und 1939 wurden noch insgesamt 8 Nachbestellungen (BBC 5155-5158 und 5197–5200) mit geliefert, die auch von Henschel mit gefertigt wurden und in Zwischenzeit eine Leistung von 540 kW hatten. Weitere Einsatzdaten dieser Lokomotiven sind nicht bekannt.

### Bleichertsche Braunkohlewerke
Als 1937 die Förderung auf 2400 t Kohle täglich stieg, wurde die bis dahin bestehende Materialseilbahn vom Tagebau Neukirchen-Wyhra durch eine Förderbahn ersetzt. Es wurden 3 Lokomotiven mit einer Leistung von 540 kW beschafft, (BBC 5159–5161) der Mechanikhersteller ist unbekannt, von denen zwei Lokomotiven den Materialverkehr auf der 3,2 km langen Strecke täglich abwickelten, die dritte war als Reservelokomotive eingeteilt.

### Nachkriegsgeschichte
Die Angaben über den Bestand nach dem Zweiten Weltkrieg sind schwierig und beziehen sich auf punktuelle Einsatzlisten in der Anfangszeit der Registrierungen. Im mitteldeutschen Raum gibt es Sichtungsmeldungen aus dem Bereich des Tagebaues Golpa-Nord. Dabei wurden eingesetzt im Abraumbetrieb bei dem Tagebau Golpa-Nord

- mit der DDR-Bergbaubezeichnung 2-12/59-A2 die Lok mit der BBC Fabriknummer 5123 von 1935
- mit der DDR-Bergbaubezeichnung 2-13/59-A2 die Lok mit der BBC Fabriknummer 5124 von 1935
- mit der DDR-Bergbaubezeichnung 2-18/60-A2 die Lok mit der BBC Fabriknummer 5156 von 1937
- mit der DDR-Bergbaubezeichnung 2-28/59-A2 die Lok mit der BBC Fabriknummer 5197 von 1938
- mit der DDR-Bergbaubezeichnung 2-29/59-A2 die Lok mit der BBC Fabriknummer 5198 von 1938
- mit der DDR-Bergbaubezeichnung 2-30/59-A2 die Lok mit der BBC Fabriknummer 5199 von 1938
- mit der DDR-Bergbaubezeichnung 2-31/59-A2 die Lok mit der BBC Fabriknummer 5200 von 1938[3]

Im Kohlebetrieb des Tagebaues Golpa-Nord wurde die Lok mit der DDR-Bergbaubezeichnung 2-20/60-A2 mit der BBC Fabriknummer 5158 von 1937 eingesetzt.

Im Raum Senftenberg werden zum Stand vom 7. November 1957 drei Lokomotiven BBC 60 t beim Tagebau Sedlitz ohne Bezeichnung erwähnt. Es ist unklar, ob es sich um die hier beschriebenen Lokomotiven oder um solche des Typs LHW/BBC Bo Bo 60 t handelt. Im Jahr 1967 wurden in der Region Altbaulokomotiven für die Spurweite von 900 mm bei Senftenberg erwähnt.
Die Lokomotiven waren anfangs im Leistungsfahrbetrieb unverzichtbar und konnten erst nach Lieferung ausreichender LEW EL 3 ersetzt werden. Da zudem auch die Ersatzteilsituation durch die deutsche Teilung nicht mehr gegeben war, war man gezwungen, die Lokomotiven nach und nach in den Hilfsfahrbetrieb einzusetzen. Die letzten Altbaulokomotiven haben bis in die 1970er Jahre durchgehalten. 

## Technik
Die Tagebaulokomotiven besaßen ein tief liegendes Führerhaus und zwei Vorbauten. Der mechanische Teil war eine Nietkonstruktion mit Mittelpufferkupplungen, die an den Drehgestellen befestigt waren. Das Führerhaus war für den Betrieb bei den Baggern tief heruntergezogen, die Vorbauten waren flach und trugen die zwei Haupt- und die vier Seiten-Stromabnehmer in gerader Form. Alle Lokomotiven hatten Fremdbelüftung der Fahrmotoren und der elektrischen Ausrüstung.
Die Antriebsmotoren in Tatzlagerbauart waren fremdbelüftet. Je Vorbau besaßen die Lokomotiven zwei Lüfter mit je zwei Luftschächten für die Kühlung der Fahrmotoren und der elektrischen Anlage.
Die elektrische Ausrüstung stammte von BBC und bestand aus Gleichstromtechnik, wo über die elektrische Spannung von der Fahrleitung über den zentral gelegenen Nockenfahrschalter mit der Widerstandssteuerung die elektrischen Fahrmotoren angetrieben wurden, die als Reihenschlussmaschinen ausgeführt waren. Die Nachbestellungen für die Grube Golpa waren zusätzlich mit einer Langsamfahreinrichtung versehen. Die Druckluft für die Druckluftbremse wurde von zwei Kompressoren erzeugt, elektromechanische Schütze schalteten die Hilfsbetriebmotoren. Die Steuer- und Beleuchtungsspannung betrug 24 V.